# Рисберма
Рисберма (нидерл. rijsberm; rijs — ветка и berm — насыпь) — площадка в нижнем бьефе гидротехнического сооружения, укрепляющая дно водотока, предохраняющая его от размыва, выравнивающая пульсации и гасящая энергетику сбрасываемой в русло воды. Нередко располагается за водобоем и возводится в виде каменной отсыпи — наклонной каменной плоскости между несколькими рядами строительных свай, которая осуществляет постепенный переход от более мощных гидротехнических укреплений к менее мощным. Те элементы рисбермы, которые примыкают к водобою, обустраиваются в виде массивного покрытия из железобетонных плит, тюфяков и загруженных камнем ряжей. Строительство концевой части рисбермы допускается из менее прочных материалов: каменной наброски, габионов, фашин и т. п..